# Have a Nice Life (album)
Pour le groupe de musique américain, voir Have a Nice Life.
Albums de Murs
¡MursDay!
(2014) Brighter Daze
(2015)
Singles
1. Okey Dog
Sortie : 12 mars 2015
2. No More Control
Sortie : 14 avril 2015

Have a Nice Life est le neuvième album studio de Murs, sorti le 18 mai 2015.
L’album s'est classé 6e au Top Rap Albums, 11e au Top R&B/Hip-Hop Albums, 12e au Top Independent Albums et 94e au Billboard 200.

## Liste des titres
| No  | Titre                                      | Producteur(s)                   | Durée |
| --- | ------------------------------------------ | ------------------------------- | ----- |
| 1.  | Have a Nice Life                           | Thee Arsonist                   | 3:30  |
| 2.  | Surprises (featuring Ryan « Myagi » Evans) | Bernz, Gianni Ca$h, Danny Perez | 2:50  |
| 3.  | Mi Corazon                                 | Jesse Shatkin                   | 3:31  |
| 4.  | Woke Up Dead                               | Jesse Shatkin                   | 2:56  |
| 5.  | P T S D (featuring E-40)                   | Curtiss King                    | 3:15  |
| 6.  | Okey Dog                                   | Jesse Shatkin                   | 3:18  |
| 7.  | Pussy and Pizza                            | Jesse Shatkin                   | 3:17  |
| 8.  | Two Step (featuring King Fantastic)        | Jesse Shatkin                   | 3:06  |
| 9.  | No More Control (featuring MNDR)           | Jesse Shatkin                   | 3:49  |
| 10. | Skatin Through The City                    | Plex Luthor                     | 3:20  |
| 11. | Anyways                                    | Jesse Shatkin                   | 3:09  |
| 12. | The Worst                                  | ¡Mayday!                        | 3:15  |
| 13. | Black Girls Be Like                        | Gianni Ca$h                     | 3:11  |
| 14. | I Miss Mikey                               | Jesse Shatkin                   | 3:46  |

| 15. | Fun-eral (Interprété par Felt featuring Ces Cru) | 4:00 |